# Wojkowski Potok
Wojkowski Potok – potok, lewy dopływ Muszynki o długości 5,03 km i powierzchni zlewni 6,12 km².
Bieg potoku znajduje się w Paśmie Leluchowskim, które w polskiej regionalizacji fizycznogeograficznej według Jerzego Kondrackiego zaliczone zostały do Beskidu Sądeckiego, w nowszej regionalizacji z 2018 r. wraz z Górami Lubowelskimi do Pogórza Popradzkiego. Źródła potoku położone są na wysokości około 750 m, na północnych stokach grzbietu Barwinka. Spływa początkowo w północno-wschodnim, potem w północno-zachodnim kierunku przez miejscowość Wojkową. Uchodzi do Muszynki w sąsiedniej miejscowości Powroźnik, na wysokości ok. 511 m. Orograficznie lewe zbocza Wojkowskiego Potoku tworzy grzbiet ciągnący się od Barwinka (863 m) w północnym kierunku, w górnej części przez bezleśne wzgórze Roztoka (795 m), niżej przez zalesiony grzbiet opadający do doliny Muszynki. Zbocza prawe tworzy częściowo zalesiony grzbiet z wierzchołkiem Pustej (822 m).
Cała zlewnia Wojkowskiego Potoku znajduje się we wsi Wojkowa w województwie małopolskim, w powiecie nowosądeckim, w gminie Muszyna. Potok na dużej części swojego biegu płynie przez wielkie łąki Wojkowej oraz rozłożone nad nim zabudowane obszary tej miejscowości. Jest częściowo uregulowany hydrotechnicznie.